# Dypsis minuta
Dypsis minuta – gatunek palmy z rzędu arekowców (Arecales). Występuje endemicznie na Madagaskarze, w prowincji Toamasina. Można go spotkać między innymi w Parku Narodowym Masoala. Znane są tylko 2-5 jego naturalne stanowiska.
Rośnie w bioklimacie wilgotnym. Występuje na wysokości do 1000 m n.p.m.